# Люблинско-волынская культура
Люблинско-волынская культура — археологическая культура эпохи неолита на территории Польши. Впервые выделена в польской археологической литературе в начале 1970-х гг.
До её выделения в качестве самостоятельной археологической культуры использовались и другие наименования, относящие её к группе культур расписной ленточной керамики: группа белой расписной керамики, люблинско-волынская группа, злотская группа белой расписной керамики и др. Относится к наименее изученным культурам неолита на территории Польши.

## Хронология, генезис и исчезновение
Памятники культуры датируются первой половиной 3 тыс. до н. э. Считается, что она является наиболее северным проявлением культур полгарского круга. До появления памятников упомянутой культуры на территории лёссовых равнин там существовали памятники поздних стадий культуры воронковидных кубков. Памятники люблинско-волынской культуры начинают сменяться памятниками культуры шаровидных амфор около 2500 г. до н. э.

## Область распространения и культурный контекст
Памятники данной культуры представлены на Люблинщине и на Украине в области лёссовых почв и непосредственно рядом. Эта область простирается от реки Горынь на востоке, достигает реки Нидзица на западе, центрального бассейна Буга на севере и территории нынешней Ивано-Франковской области на юге.
Лучше всего изучены такие стоянки со следами люблинско-волынской культуры, как: Броночице, Ходлик (Пулавский повят), Ящув (Люблинский повят), Камень (Опольский повят), Новы-Двур (Грубешовский повят), Сенница-Ружана (Красноставский повят), Степанковице (Грубешовский повят), Стжижув (Грубешовский повят), Завишня (Грубешовский повят), Злота (Сандомирский повят), а также на Волыни: Архутув, Колоколин, Луцк, Седмёрки и Валентинов.

## Типичные изделия
Характерная керамика данной культуры позволила выделить её в отдельную культурную общность. Это грушевидные амфоры с двумя небольшими ручками у края, сосуды в виде блюда с легко загнутыми внутрь краями, иногда в виде четырёх небольших рогов, а также шаровидные кубки с выступающей шейкой и плоским дном.
Обработка поверхности различна. Нередко поверхность гладкая, лощёная, однако встречается и храповатая, обработанная метёлкой.
Основным орнаментом является налепной, из белой пасты, геометрический — состоит из удлинённых треугольников, прямоугольников и узких полос. Кроме того, часто появляются украшения из точек, желобков, выпуклостей, ямок, выдавленных пальцем. Края сосудов иногда волнистые. Также известны примеры глиняных женских фигурок.
Кремнёвые изделия немногочисленны. Использовался полосатый (юрайский) и волынский кремень, в небольшом количестве использовался также шоколадный кремень. В поселениях отсутствуют находки, которые бы подтверждали изготовление орудий внутри поселений.
Среди орудий преобладают отщепы, скребки. Также обнаружены роговые мотыги. Украшения выполнены из различных раковин. Известные также медные перстни. В поселениях также обнаружены пряслица.

## Поселения и жилища
Население данной культуры обитало на лёссовых равнинах, в непосредственной близости у рек и ручьёв. Селения имеют вид «островов». Чаще всего группы поселений встречаются в бассейне Буга и на краю Волынской возвышенности. Диаметр поселений составлял 100—200 м. Они были окружены рвами треугольного или трапециевидного сечения, а также палисадом, которые, вероятно, служили для оборонительных целей. Внутри поселений находились небольшие ямы, обычно овальные, иногда с очагом в центре. Диаметр ям составлял более 1 м, а глубина — не более 1 м. Отсутствуют следы наземных жилых строений.

## Погребальный обряд и верования
Погребения — скелетные, внутри поселений. Характерной особенностью является помещение в погребениях грушевидных амфор. Иногда внутри амфор находились также два шаровидных кубка. Помимо этого, в погребениях находили орудия труда и оружие (наконечники стрел).
В могилах встречаются следы деревянных каркасов и других конструктивных улучшений. Часто встречаются детские погребения, как отдельные, так и вместе со взрослыми. Известно также погребение животного. Иногда умерших хоронили в сидячем положении.

## Общество и хозяйство
На основании находок и планировки поселений считается, что население данной культуры занималось земледелием: они культивировали участки земли вплоть до их истощения, после чего переселялись на другие территории. Об этом свидетельствует кратковременность поселений. Также занимались животноводством, главным образом крупного рогатого скота, свиней и небольших жвачных животных. Среди ремёсел преобладало гончарство и ткачество.